# Коблар, Андрея
Андрея Коблар (словен. Andreja Koblar), урождённая Грашич (словен. Grašič; род. 2 сентября 1971, Крань) — словенская биатлонистка и лыжница. Перешла в биатлон из лыжных гонок в 1993 году. Участница 3-х Олимпиад и 8-и Чемпионатов мира, победительница этапов Кубка мира.

## Карьера

### Кубок мира
Выступления в Кубке мира по биатлону начала в сезоне 1993/1994. В сезоне 1994/1995 впервые попала в десятку лучших в спринте на этапе в Бадгастайне. В этом же сезоне впервые поднялась на подиум на этапе в Лахти заняв второе место в индивидуальной гонке. Первую победу одержала в сезоне 1995/1996 на этапе кубка мира в Осрблье в индивидуальной гонке. Этот же сезон оказался для неё самым успешным. По его итогам она заняла 4 место в общем зачете Кубка мира. Последним полноценным сезоном для Андреи стал сезон 2005/2006, в котором она заняла 75-е место в общем зачете. В сезоне 2006/2007 она провела единственную и свою прощальную гонку, в родной Поклюке. Она завершила свои выступления пробежав с флагом Словении штрафной круг после первой стрельбы спринтерской гонки. Всего за карьеру Андрея одержала 3 победы на этапах Кубка мира (все в индивидуальных гонках), 4 раза становилась второй и 2 раза третьей.

### Чемпионат мира
Впервые приняла участие в Чемпионате мира в 1995 году в Антхольце, где заняла 6-е место в спринте и 18-е в индивидуальной гонке. Ближе всего к призовому подиуму Андрея подобралась на Чемпионате мира 1999 года в Хольменколлене, где заняла 4-е место в масс-старте. В последний раз участвовала в  Чемпионате мира в 2005 году в Хохфильцене, на котором её наивысшим достижением стало 38-е место в гонке преследования.

### Олимпийские игры
Первыми Олимпийскими играми стали для неё игры в Лиллехаммере в 1994 году. Там Андрея выступила не очень удачно заняв 18-е место в спринте и 24-е в индивидуальной гонке. Гораздо лучше она выступила на Олимпиаде в Нагано в 1998 году. В индивидуальной гонке она показала наивысшую скорость на дистанции и перед последним огневым рубежом  имела отличные шансы попасть в призеры. В случае одного промаха она попадала на подиум, а в случае чистой стрельбы становилась победительницей. В итоге Андрея промахнулась дважды и заняла 5-е место. Этот результат стал наивысшим её достижением на Олимпийских играх. В 2002 году в Солт-Лэйк-Сити в гонке преследования Андрея практически всю гонку держалась на 4-м месте недалеко от лидеров, но единственный промах последним 20-м выстрелом отбросил её за пределы первой шестерки и она финишировала 8-й. Последней олимпийской гонкой в её карьере стала женская эстафета 2002 года, в которой она вместе с командой заняла 6-е место.

## Личная жизнь
Андрея замужем за словенским горнолыжником Ернеем Кобларом и работает инструктором в Словенской армии. Проживает в городе Криже (словен. Križe) в Словении.